# Atari Cosmos
O Atari Cosmos é um console portátil protótipo produzido pela Atari que utilizava cartuchos como mídia.
O Console era previsto que fosse lançado em 1982, a tela transmitida que utilizava um pseudo 3D através de um de uma espécie de holograma.
Ao todo nove jogos foram desenvolvidos mas apenas oito jogos são funcionais como (Aseroids, Basketball, Dodge' Em, Football, Outlaw, Road Runner, Sea Battle, Space Invaders e Superman). Há apenas 5 protótipos desse console no mundo. Três são consoles vazios.
E as outras duas unidades são totalmente funcionais. Um deles pertence a um colecionador de video games que comprou o console no leilão por 19 mil dólares completo com caixa. Outro console vazio e uma unidade totalmente funcional são de propriedade do Museu de História da Atari.